# 天之都度閇知泥神
天之都度閇知泥神（アメノツドヘチネ）は、日本神話に登場する女神。

## 概要
『古事記』において深淵之水夜礼花神の妻とされる。『日本書紀』には登場せず、粟鹿神社の書物『粟鹿大明神元記』には布波能母知汙那須奴の妻阿麻乃都刀閇乃知尼（アマノツトヘノチネ）と表記され、意弥都奴を生んだと記述されている。
名義未詳とされるが、「天之」は天津神ではなく水源を考慮して冠せられたもの、「都度閇」は「集え」で、目に見えない神力によって集められること、「知」は「道」で、ここでは水路、「泥」は親称で、「天上界の集められた水路」となる。

## 系譜

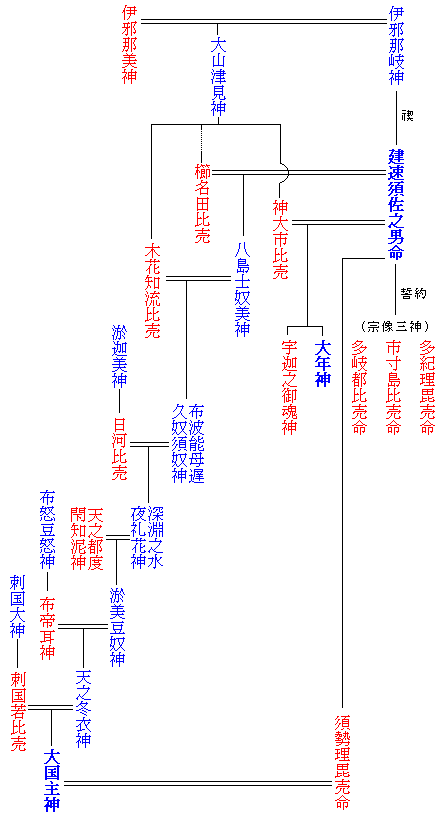
須佐之男命から大国主神までの系図（『古事記』による）。青は男神、赤は女神

須佐之男命の孫布波能母遅久奴須奴神と、淤加美神の子日河比売との間の子深淵之水夜礼花神の后神で、淤美豆奴神を生む。